# Giraffe AMB

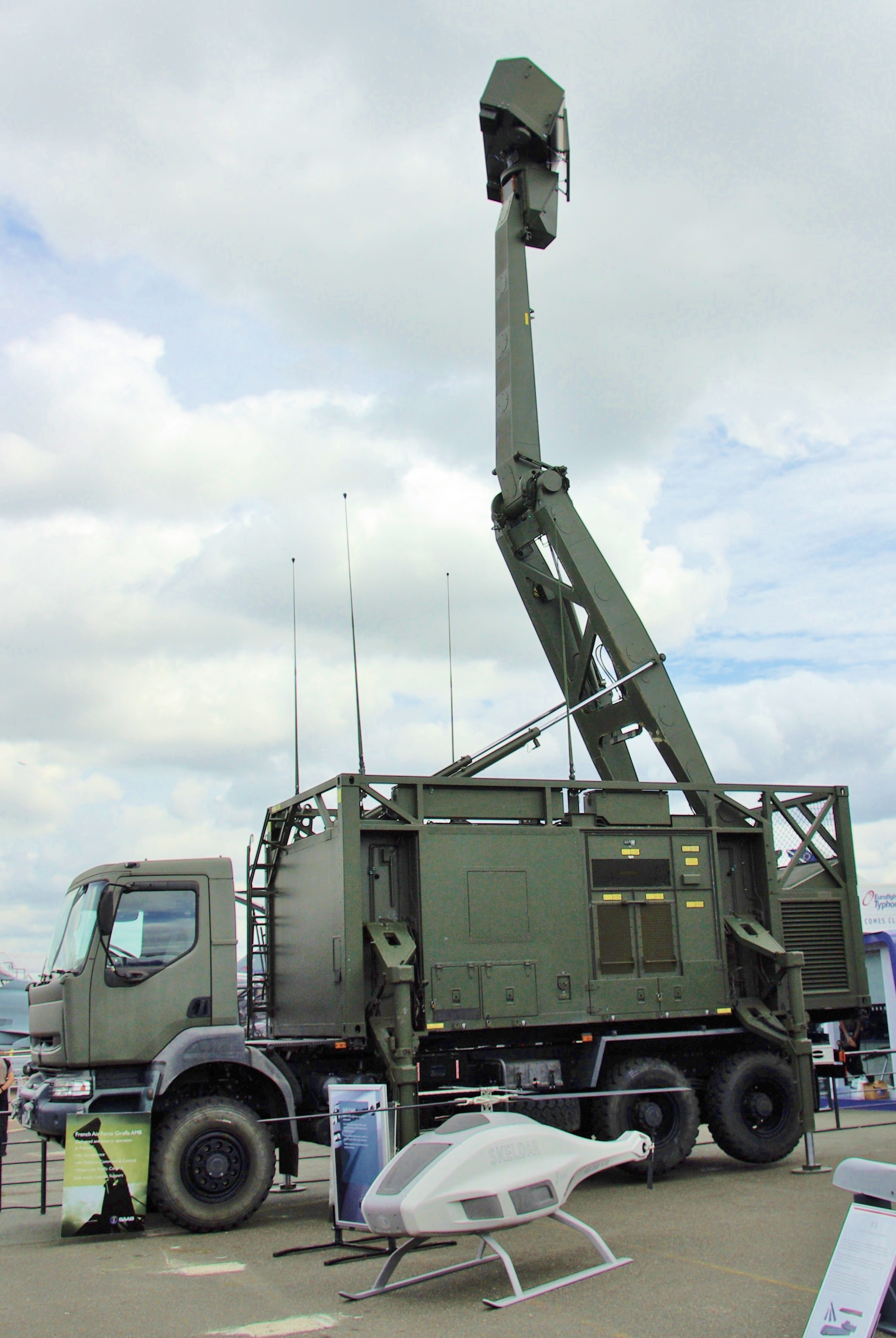
Ein Giraffe AMB-Radar ausgestellt auf der Le Bourget Air Show 2007

Das Luftraumaufklärungsradargerät Giraffe AMB (Agile Multi-Beam) ist ein Vertreter einer ganzen Familie von stationären und mobilen Luftverteidigungssystemen kurzer und mittlerer Reichweite, die ein Impuls-Doppler-Luftraumaufklärungsradar im G-Band mit einer C³I-Gefechtsleitstelle (C³I: Command, Control, Communications and Intelligence) kombiniert. Ursprünglich entwickelt von der schwedischen Firma Ericsson 1977, wird das System seit der Übernahme 2006 von Saab vertrieben und weiterentwickelt.

## Merkmale
Die Giraffe AMB ist ein echtes 3D-Radar, das speziell für die Zielzuweisung für Flugabwehrraketensysteme kurzer und mittlerer Reichweite entwickelt wurde und mit einer aktiven Phased-Array-Antenne ausgestattet ist. Die Bezeichnung AMB steht für Agile Multi Beam und bedeutet etwa schnellbewegliche Strahlfolge, das heißt, mehrere verschieden geformte und gerichtete Antennendiagramme können in schneller Folge ausgestrahlt oder empfangen werden.

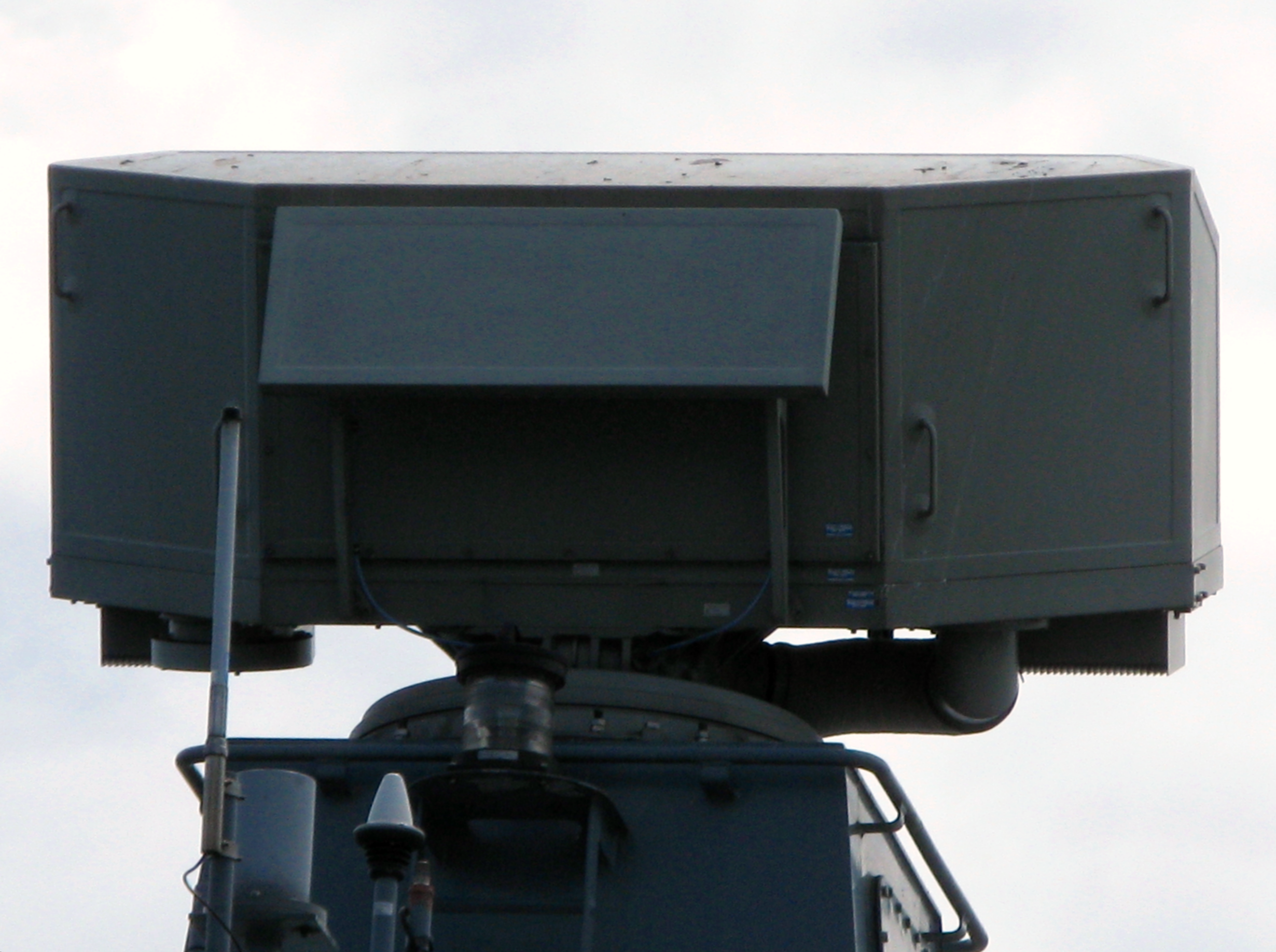
Nahaufnahme eines Sea GIRAFFE-Radars auf einer polnischen Korvette

Die Antenne erzeugt einen breiteren Sendestrahl, der alle Höhenwinkelbereiche abdeckt. In der Empfangszeit formt die Phased-Array-Antenne dann mehrere schmale Empfangsdiagramme für einen gleichzeitigen Empfang mehrerer Höhenwinkelbereiche mit differenzierter Reichweite. So werden mit einer Datenaktualisierungsrate von etwa einer Sekunde auch extrem hoch fliegende Ziele erfasst. Alle Zielkoordinaten werden mit dem Monopulsverfahren errechnet und erzeugen so ein digitales Zielsignal mit großer Genauigkeit. Die Nebenkeulen der Antenne sind auf ein Minimum reduziert und geben somit der Giraffe AMB eine hohe Widerstandsfähigkeit gegen aktive Störungen. Während das Radar im normalen Betrieb mit einer Pulsleistung von 25 kW sendet, wird im LPI-Betriebsmodus mit maximal 3 Watt gesendet, um die Entdeckung durch feindliche Radarwarnanlagen zu verhindern oder zumindest zu verzögern.
Die Giraffe AMB wurde speziell für das schwedische Luftabwehrsystem RBS 23 BAMSE entwickelt und lässt sich aufgrund ihrer standardisierten C³I-Schnittstellen in fast alle Flugabwehr-Raketensysteme integrieren. Seit 1978 wurden mehr als 450 Giraffe-Radargeräte ausgeliefert und sind seitdem in 18 Staaten außerhalb Schwedens im Einsatz.

## Versionen
- GIRAFFE AMB: bodengestützt
- Sea GIRAFFE: seegestützt, in der US Navy bezeichnet als AN/SPS-77(V)1

## Technische Daten
| Technische Daten Giraffe AMB | Technische Daten Giraffe AMB |
| ---------------------------- | ---------------------------- |
| Frequenzbereich              | 5,4–5,9 GHz                  |
| Pulswiederholzeit            |                              |
| Pulswiederholfrequenz        |                              |
| Sendezeit (PW)               |                              |
| Empfangszeit                 |                              |
| Totzeit                      |                              |
| Pulsleistung                 | 25 kW                        |
| Durchschnittsleistung        |                              |
| angezeigte Entfernung        | 100 km                       |
| Entfernungsauflösung         |                              |
| Öffnungswinkel               |                              |
| Trefferzahl                  | 1 bis 3                      |
| Antennenumlaufzeit           |                              |